# Церовица (Станари)
Церовица је насељено мјесто у општини Станари, Република Српска, БиХ. Према попису становништва из 2013. у насељу је живјело 1.030 становника.
Овде се налази црква Светих апостола Петра и Павла.

## Историја
Између жељезничке пруге Добој—Бања Лука и цесте Добој—Јелах—Општина Прњавор—Бања Лука налази се православна црква, на Гојаковцу. Гојаковац, засеок села Церовице, свој је назив добио током османске владавине Босном и Херцеговином по хајдуку Гојку, који се истакао у борбама против Турака; сматра се да су пређашњи становници мјеста именовали Гојковац у спомен на хајдука Гојка. Гојаковац је познат по томе што су на њему саграђена црква и школа. Сматра се да представља један од првих центара писмености и културе, а у економском погледу ту су настале прве трговине. По називу села и парохија Српске православне цркве (СПЦ) добила је своје име „церовичка”. Село је добило име Церовица јер су на његовом подручју, али и подручју цијеле парохије, биле непрегледне шуме, а највише је расло дрво цер.
Првобитни становници Церовице дошли су из разних крајева, а нарочито из Херцеговине. Као најстарије породице третирају се Јосићи и Анђелићи, поријеклом из Херцеговине. Дошавши у овај крај, најприје су морали да искрче шуме. Затим су на Гојаковцу основали гробље. Ту су се одржавали први молитвени скупови, најприје под отвореним небом а затим под шатором. На молитве су поред мјештана Церовице долазили и мјештани из других села: Витковци, Блажевци, Бобаре, Врела, Горња Радња, Радња Доња, Станари, Рашковци, Љеб, Осредак, Остружња Горња и Остружња Доња. Церовичка парохија СПЦ данас се састоји од два села — Церовице и Витковаца.
Народ је тежио к томе да сагради храм гдје ће се састајати и заједнички упућивати молитве. Када се освештавала црква посвећена Светим Апостолима Петру и Павлу, на Петровдан 1892. године, ту је било 48 српских породица. Становништво се бавило земљорадњом, сточарством и пчеларством. Свештеник је тада био прота Коста Анђелић, рођен у Церовици из свештеничке породице.

## Географија
Локалитет „Обли камен” налази се у селу Церовица (Општина Станари), на самој линији раздвајања с Федерацијом БиХ. Током Грађанског рата у Босни и Херцеговини, мраморја су испретурана тако да су свих шест дислоцирани и окренути на разне стране, али већином у правцу исток—запад. Видљиви су трагови оштећења и лупања, највјероватније тенковским гусјеницама. Нису уочени натписи ни цртежи. До овог локалитета долази се с регионалног пута Р474 из правца Општине Прњавор за Тешањ, у правцу засеока Горњи Божићи Церовица код мјеста Криж. Локалитет је евидентиран у археолошкој литератури. Стећак датира из касног средњег вијека.
Локалитет „Камење” смјештен је на благој заравни испод бријега Васиљевиће главице. Мрамор се налази с горње стране локалног пута и у близини раскрснице. Оријентисан је у смјеру исток—запад. Иако назив локалитета упућује на више мраморја, тренутно се налази само један. Овај постојећи мрамор преврнут је на бок. Не виде се трагови натписа ни цртежа. Локалитет је евидентиран у археолошкој литератури. Ови стећци датирани су у касни средњи вијек.

## Музеј
Кроз двадесетпетогодишњу преданост духовном раду у овом селу, парохијски свештеник, протојереј-ставрофор Мирослав Живковић старао се и о сабирању знамења његове културно-историјске прошлости. Када је након рата у Босни и Херцеговини видно оштећен објекат старе основне школе, изграђене 1897. у власништву црквено-школске општине у Гојаковцу, враћен у надлежност парохији церовичкој, народ овог села изразио је жељу да се објекат преуреди у Светосавски дом. Увидјевши да је поткровље објекта подесно за музејски простор, прото Мирослав је представио идеју за оснивање овог музеја. Након тога, сакупљањем материјалних трагова културне баштине церовичког краја, уз помоћ и подршку мјештана и стручних сарадника, стигло се до реализације сталне поставке у мају 2014. године.
Оснивач и реализатор сталне поставке Завичајног музеја „Гојаковац” у Церовици је Парохија церовичка СПЦ, предвођена Мирославом Живковићем, а по благослову православног епископа зворничко-тузланског Хризостома. Завичајни музеј „Гојаковац” у Церовици отворен је 12. маја 2014. године.

## Клима
Клима је умјереноконтинентална; подручје села припада умерено континенталном појасу с умерено хладним зимама (просечна температура у јануару: –0,7 °C) и умерено топлим летима (просечна температура у јулу: 30,9 °C). Средњи број сунчаних сати је 1.570 сати. Просечна годишња количина падавина је око 950 мм и равномерно је распоређена током године.

## Саобраћај
Главни пут М4 (Добој—Теслић—Бања Лука) повезује пут Р474 (Тешањ—Општина Прњавор), који пролази долином у подножју села Церовице од Јелаха кроз Витковаца поред Станара за Општину Прњавор. Међународни пут Е73 Добој удаљен је од Церовице 27 мин. (25,1 km). Ауто-пут Бања Лука — Добој 9. јануар удаљен је од Церовице 32 мин. (28,1 km). Кроз подручје Станари пролази електрифицирана пруга Бања Лука — Добој из Церовице до жељезничке станице Станари 12 мин. (8,2 km).

## Становништво
Пописи становништва из 1961, 1971. и 1981. указују на повећање, а пописи из 1991. и 2013. приказују смањење броја становника.
| Демографија | Демографија | Демографија |
| Година      | Становника  | Становника  |
| ----------- | ----------- | ----------- |
| 1961.       | 1.476       |             |
| 1971.       | 1.572       |             |
| 1981.       | 1.858       |             |
| 1991.       | 1.701       |             |
| 2013.       | 1.030       |             |

На територији Церовице претежно живе Срби (приближно 99,4%). Будући да је терен брдовит, народ се углавном бави сточарством и земљорадњом.